# Alles muss raus – Eine Familie rechnet ab
Alles muss raus – Eine Familie rechnet ab ist ein zweiteiliges deutsches Fernsehdrama von Dror Zahavi aus dem Jahr 2014. Der Film erzählt eine fiktive Geschichte, die an die Schlecker-Pleite angelehnt ist.

## Handlung

### Teil 1
Max Faber, Begründer und Inhaber des Faberkonzerns, der eine Drogeriekette mit über 8000 Filialen betreibt, gerät in eine finanzielle Schieflage. Misslungene Aktiengeschäfte, zu deren Ausgleich er Gelder aus dem Firmenkapital genommen hatte, bringen ihn an den Rand des Konkurses. Erste Lieferanten haben ihre Warenlieferungen wegen unbezahlter Rechnungen bereits eingestellt. Gerade jetzt kommt seine Tochter Kerstin aus London zurück. In der Hoffnung, durch sie Unterstützung zu haben, ernennt er sie anlässlich seines 70. Geburtstages zur zweiten Geschäftsführerin. Seine finanziellen Probleme verschweigt er ihr, doch bemerkt sie sehr schnell, dass die Firma Rote Zahlen schreibt.  Sie rät ihrem Vater dringend zu einem Sanierungsplan. Davon will er jedoch nichts hören, dennoch überträgt er die Villa, in der er wohnt, zur Sicherheit an seine Frau. Im Falle eines Konkurses würde das Gebäude nicht mit zur Insolvenzmasse gehören.
Fabers Sohn Alex hat sich nicht nur von ihm losgesagt, sondern hasst ihn regelrecht. Er hatte in seiner Jugend Drogenprobleme und anstatt, dass sein Vater zu ihm steht und ihm hilft, hatte er ihn angezeigt und Alex musste sogar ins Gefängnis, was bei ihm auch körperliche Schäden hinterlassen hat. Heute arbeitet er als Bewährungshelfer und kümmert sich unter anderem um den vorbestraften Frank Landers, der gerade aus der Haft entlassen wurde. Er bemüht sich, ihn auf dem rechten Weg zu halten, doch schon nach kurzer Zeit verübt Landers zusammen mit Lotto Karl einen Raubüberfall. Dazu wählt er sich bewusst die Drogeriefiliale aus, bei der seine Freundin Janine Krause arbeitet, weil er durch sie weiß, dass es hier weder eine Überwachungskamera noch einen Festnetzanschluss gibt. Als sie um Hilfe zu rufen versucht, schießt Lotto Karl auf sie und verschwindet mit Landers und den Tageseinnahmen. In der Klinik erfährt Janine, dass sie schwanger ist.
Die finanzielle Situation des Faberkonzerns spitzt sich zu, und nachdem die Presse davon Wind bekommt, dass Max Faber Geld ins Ausland transferiert hat, machen die Gläubiger Druck und  drängen auf Insolvenz. Kerstin Faber kann dies vorerst abwenden, indem sie verspricht, einen Sanierungsplan auszuarbeiten. Das bedeutet allerdings, dass die Drogeriekette „abgespeckt“ wird und damit auch zahlreiche Verkäuferinnen gekündigt werden. Zusätzlich wird ein Lohnverzicht der Beschäftigten eingefordert. Damit erhält nun auch Janine Krause ihre Entlassung, was sie allerdings auf Anraten der Gewerkschaft dazu herausfordert, gegen die Kündigung zu klagen. Als werdende Mutter sind die Aussichten auf einen Erfolg nicht schlecht.

### Teil 2
Kerstin Faber versucht einen Investor zu finden, um den angeschlagenen Familienbetrieb zu retten. Dazu trifft sie sich mit dem Holländer Oskar Etsch, der zwar gewillt ist, den Konzern finanziell zu stützen, dafür aber auch Bedingungen stellt.
Die Drogeriekette Faber hat bereits 3000 Verkäuferinnen gekündigt und erste Filialen geschlossen. In der Folge klagen die gekündigten Angestellten, und Janine Krause hat ihren ersten Gerichtstermin, der auch im Focus der Öffentlichkeit steht. Aufgrund unzureichender Begründung der Sozialauswahl seitens des Arbeitgebers wird vom Gericht die Kündigung als sozialwidrig und für ungültig erklärt. Janine Krause muss bei Faber weiter beschäftigt werden. Diesen Erfolg feiert sie ausgiebig, muss aber gleichzeitig erfahren, dass für sie nun eine andere Kollegin die Kündigung bekommen hat.
Max Faber will nicht wahrhaben, dass sein Konzern vor dem Ende steht. Obwohl seine Tochter  als zweite Geschäftsführerin das Geschäft fast allein führt, will er noch immer alles kontrollieren. Auch die bevorstehende Vereinbarung mit Oskar Etsch ist ihm suspekt und er kann es nicht ertragen, über Details nicht mehr informiert zu werden. Dennoch hat Kerstin Faber die Leitung fest in der Hand und ihre Zukunftsplanung sieht vor, die Lieferanten dazu zu bewegen, ihre zurückgehaltenen Waren endlich wieder zu liefern. Dazu nutzt sie die Fürsprache von Janine Krause, die sie taktischerweise und werbewirksam für ihre Ziele, die Firma zu retten, mit ins Boot geholt hat, damit sie gemeinsam gute Lösungen finden können. Der autoritäre Führungsstil ihres Vaters widerstrebte ihr schon immer und hat die Firma dorthin gebracht, wo sie jetzt ist.
Entgegen allen Warnungen nimmt Max Faber die Geschäfte wieder in seine eigenen Hände und setzt seine Tochter von der Leitung ab. Damit platzen auch die Verhandlungen mit dem Investor und der Aufsichtsrat beschließt daraufhin die Auflösung des Unternehmens, damit die Gläubiger wenigstens einen Teil ihrer Gelder zurückbekommen. Insgesamt belaufen sich die Schulden des Faber-Konzerns auf 200 Millionen Euro. Mit der Auflösung stehen nun alle 12.000 Angestellten auf der Straße und ihr Unmut ist riesig. Man kreidet Max Faber an, mit seinen Millionen in seiner Villa zu sitzen, während Tausende Menschen zusehen müssten, wie sie nun klarkommen. In den Filialen beginnt der Ausverkauf und auch für Max Faber ergeben sich Konsequenzen, denn alles Inventar seiner Villa wird gepfändet. Selbst seine Rolex und das Auto werden ihm genommen. Allerdings bleibt die Villa selbst unangetastet, weil die seiner Frau gehört, und da sie 18 Millionen auf ihrem Privatkonto hat, hält sich Fabers sozialer Abstieg in Grenzen.
Auch Janine Krause muss einen Rückschlag hinnehmen, als sie erfährt, dass ihr Freund Monate zuvor den Raubüberfall begangen hatte, bei dem auf sie geschossen wurde. Kurzerhand trennt sie sich von ihm. Als Landers durch die Medien erfährt, dass man Faber vorwirft, Millionen veruntreut zu haben, macht er sich auf den Weg zu Fabers Villa. Mit Waffengewalt dringt er dort ein und findet einen ganzen Koffer voller Bargeld im Tresor. Als Faber der Waffe habhaft werden kann, erschießt er sich, und Landers verschwindet mit dem Koffer.

## Rezeption

### Einschaltquoten
Bei der Erstausstrahlung von Alles muss raus – Eine Familie rechnet ab am 13. Oktober 2014 im ZDF verfolgten den ersten Teil 4,81 Millionen Zuschauer, dies entsprach Marktanteilen von 14,8 Prozent. Der zweite Teil, folgte zwei Tage später, am 15. Oktober 2014 und erreichte 4,35 Millionen Zuschauer, dies entsprach Marktanteilen von 14,5 Prozent.

### Kritiken
Klaudia Wick von Tittelbach.tv schrieb: „‚Alles muss raus – Eine Familie rechnet ab‘ nimmt sich viel Zeit, um eine komplexe Unternehmensgeschichte zu erzählen, die nicht nur, aber auch an ‚Schlecker‘ erinnert. Der Film ist in seiner Dramaturgie so ökonomisch wie ein Discounter. Das macht vor allem die Exposition zu einem Feuerwerk der Eindrücke und Perspektiven... Die Charaktere ALLER Milieus sind glaubwürdig. Und der Stoff, aus dem dieser ZDF-Zweiteiler gemacht ist, erinnert in seinen besten Momenten an die legendären Wedel-Zweiteiler; die Macher kennen aber auch die neuen amerikanischen Serien und sie treffen zumindest deren lässigen Erzählstil.“
Bei Quotenmeter.de wertete Sidney Schering: „Es sind so viele Figuren, Milieus und gesellschaftliche Baustellen, die eingefangen werden, dass Dramaturgie und Prägnanz verloren gehen. Zugleich sind zu wenige Überraschungen, charakterbezogene Einsichten und aussagekräftige Momente gegeben, um die langatmige Gesamtheit dieses Films zu stützen.“

„Episch breites (Fernseh-)Drama um die Familienfehde eines Drogerie-Imperiums. Komödiantische Stilmittel wurden dabei auf ein Mindestmaß reduziert.“

## Trivia
Im selben Jahr wurde mit Die Schlikkerfrauen ein weiterer Film veröffentlicht, der das gleiche Thema zum Inhalt hat, jedoch als Komödie inszeniert wurde.